# 石膏
石膏即生石膏（英語：Gypsum）是一種由二水合硫酸鈣組成的軟硫酸鹽礦物，化學式為CaSO
4 · 2H2O。它被廣泛開採並用作肥料，並作為多種形式的灰泥、粉筆和石膏板的主要成分。雪花石膏是一種細膩的白色或淺色石膏品種，已被許多文化用於雕塑，包括古埃及、美索不達米亞、古羅馬、拜占庭帝國等。 石膏也可結晶為透石膏的半透明晶體。它以蒸發岩礦物和硬石膏的水合產物形式形成。
基於劃痕硬度比較的莫氏硬度標度將值2定義為石膏。

## 物理性質

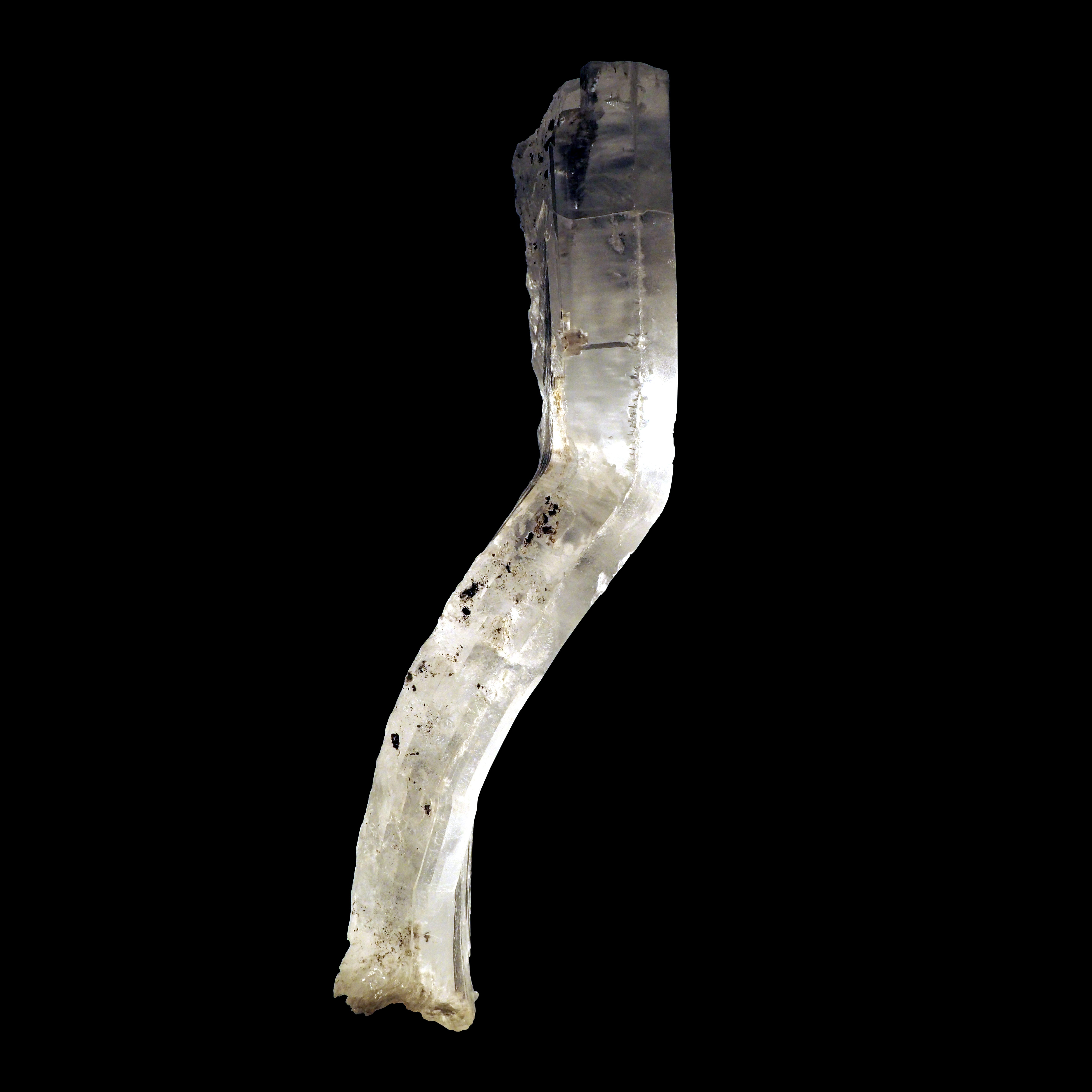
石膏晶體足夠柔軟，可以在手的壓力下彎曲。樣品在洛桑州地質博物館展出。

石膏具有中等水溶性（在25°C時約為2.0–2.5g/L），並且與大多數其他鹽相比，它表現出逆溶解度，在較高溫度下更難溶解。當石膏在空氣中加熱時，它會失去水分並首先轉化為燒石膏（半水合硫酸鈣），若進一步加熱，則轉化為硬石膏（無水硫酸鈣）。與硬石膏一樣，石膏在鹽溶液和鹽水中的溶解度也有很大程度上取決於NaCl的濃度。 
石膏的結構由鈣層 （Ca2+）和硫酸根層（SO2−
4）離子緊密結合在一起。 這些層由结晶水分子層通過較弱的氫鍵鍵合，從而使晶體沿平面（在{010}平面中）完美解離。

## 晶體品種
石膏在自然界中以扁平的形式存在，通常是孿晶，以及稱為透石膏的透明、可裂解的物質。透石膏的英文以古希臘語中的月亮一詞命名。
透石膏也可能以絲狀纖維形式出現，在這種情況下，它通常被稱為纖維石膏。一種非常細膩的白色或淺色石膏被稱為雪花石膏，因各種裝飾用途而備受推崇。在乾旱地區，石膏可以以花狀形式出現，通常不透明並含有沙粒，被稱為沙漠玫瑰。它還形成了自然界中發現的一些最大的晶體，長達12米，以透石膏的形式存在。

## 發現
石膏是一種常見的礦物，具有與沈積岩相關的厚而廣的蒸發岩床。石膏從湖水和海水中沉積，也從溫泉、火山蒸汽和礦脈中的硫酸鹽溶液中沉積。礦脈中的熱液硬石膏通常在近地表暴露處被地下水水合成石膏。它通常與礦物岩鹽和硫有關。石膏是最常見的硫酸鹽礦物。純石膏是白色的，但作為雜質發現的其他物質可能會給局部沉積物帶來多種顏色。
因為石膏會隨著時間的推移溶解在水中，所以石膏很少以沙子的形式出現。 然而，美國新墨西哥州白沙國家公園的獨特條件造就了710平方公里的白色石膏砂，足以為美國建築業提供1000年的石膏板。
來自火星偵察軌道衛星（MRO）的軌道圖片表明，火星北極地區存在石膏沙丘，後來由火星探測漫遊者（MER）機遇號在地面上證實。

## 用途

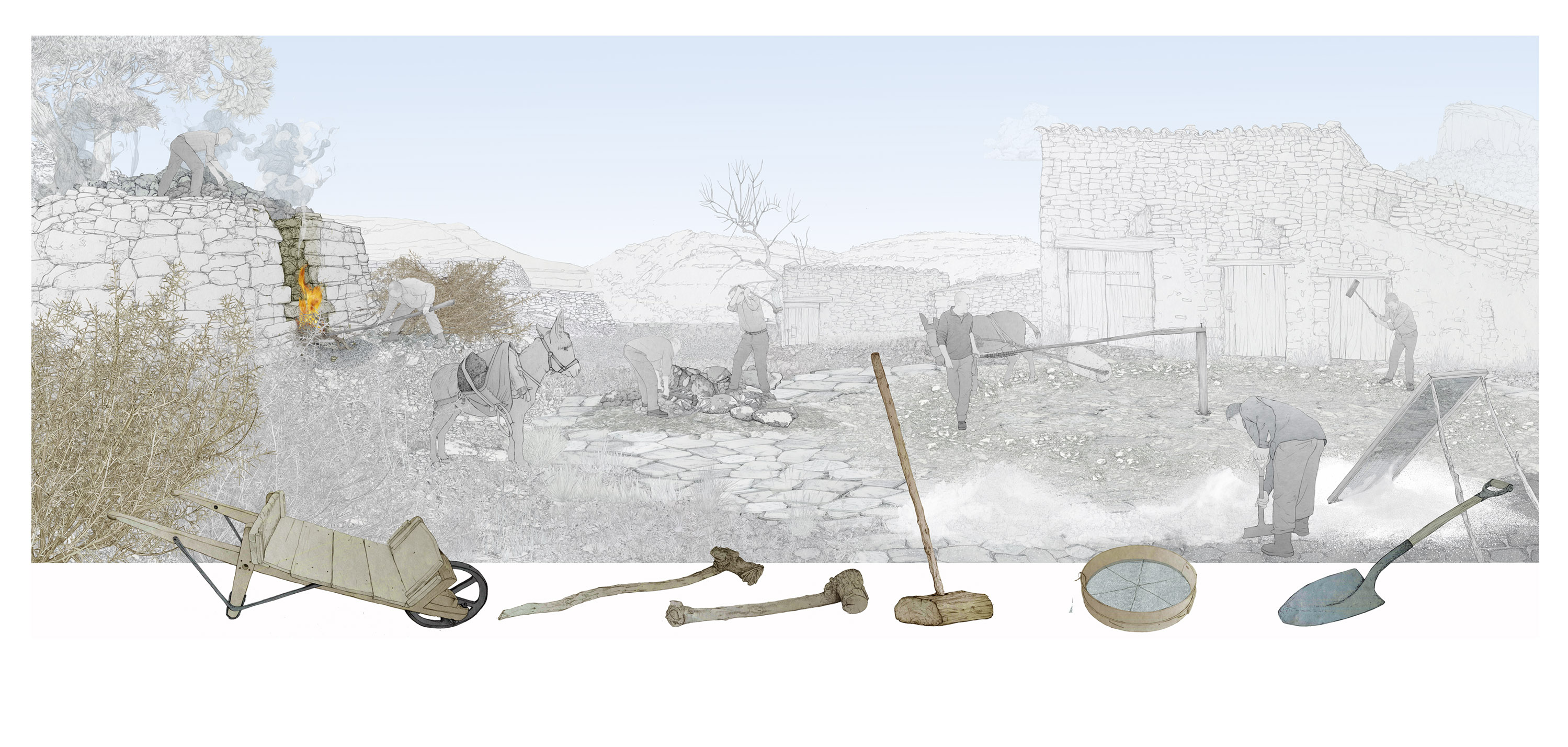
石膏作品，来自巴伦西亚民族学博物馆

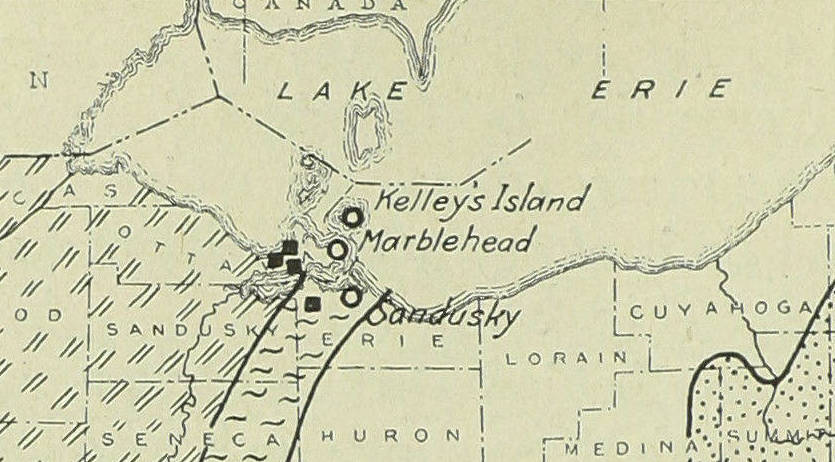
俄亥俄州北部的石膏礦床地圖，黑色方塊表示礦床的位置，來自“俄亥俄州地理”，1923年

石膏有多種應用：

### 建造業
- 石膏板主要用作牆壁和天花板的飾面，在建築中被稱為石膏板或乾壁。石膏為這些材料提供了一定程度的耐火性，並且將玻璃纖維添加到它們的成分中以突出這種效果。石膏的導熱性很小，因此石膏板具有一定的絕緣性能。[12]
- 石膏砌塊在建築施工中像混凝土塊一樣使用。
- 石膏砂漿是一種古老的用於建築施工的砂漿。
- 波特蘭水泥的一種成分，用於防止混凝土閃凝（過快硬化）。

### 農業
- 肥料：石膏提供兩種次生植物的常量營養素：鈣和硫。與石灰石不同，它通常不會影響土壤的pH值。[13]
- 其他土壤改良劑用途：石膏可降低酸性土壤中的鋁和硼毒性。它還可以改善土壤結構，提高吸水性和通氣性。[13]
- 古代世界的木材替代品：由於青銅時代克里特島的森林砍伐，木材變得稀缺時，石膏被用於以前使用木材的地方的建築施工。[14]
- 土壤水勢監測：可以將石膏塊插入土壤中，測量其電阻以得出土壤水分。[15]

### 造型、雕塑和藝術
- 石膏板用於鑄造模具和建模。
- 雪花石膏是一種雕刻材料，尤其是在鋼鐵出現之前的古代，其相對柔軟的特性使其更容易雕刻。[16]在中世紀和文藝復興時期，它甚至比大理石更受歡迎。[17]
- 在中世紀時期，抄寫員和照明師使用它作為石膏底料的成分，將其應用於發光字母，並在發光手稿中鍍金。[18]

### 飲食
- 豆腐的凝結劑，使其最終成為膳食鈣的重要來源。[19]
- 將用於釀造的水提高硬度。[20]
- 在烘焙中用作麵團改良劑、降低粘性，以及作為膳食鈣的烘焙食品來源。[21]是礦物酵母食品的主要成分。[22]

### 醫藥和化妝品
- 石膏可用於手術夾板。[23]
- 作為牙科中的印模。[24]
- 生石膏用于中药就叫做石膏。甘、辛，大寒。归肺、胃经。[25]民国张锡纯喜用石膏。《伤寒杂病论》麻杏甘石汤和后来派生的连花清瘟都用石膏。

### 其他
- 一些鋁熱劑混合物中氧化鐵的替代品。[26]
- 測試表明，石膏可用於去除污染水域的鉛[27]或砷[28][29]等污染物。

## 外部連結
- WebMineral data （页面存档备份，存于）
- Mineral galleries – gypsum
- CDC – NIOSH Pocket Guide to Chemical Hazards （页面存档备份，存于）
- .  (第11版). London. 1911.
- . . 1879.